# Lamelligomphus formosanus
Lamelligomphus formosanus is een echte libel uit de familie van de rombouten (Gomphidae).
De wetenschappelijke naam van de soort werd in 1926 als Lindenia formosana gepubliceerd door Kan Oguma.